# Stephanie Swift
Pour les articles homonymes, voir Swift.
Stephanie Swift, née le 7 février 1972 à Bâton-Rouge en Louisiane, est une actrice de films pornographiques américaine.

## Biographie
Native de Louisiane où elle passe son enfance, elle se décrit elle-même comme un cabot en termes d'ethnicité : cajun, irlandais, anglais, français, espagnol, philippin et norvégien. Son père meurt d'un cancer quand elle n'a que 10 ans et sa famille déménage ensuite en Californie du Sud. Elle a ensuite vécu à San Diego, Californie.
Après sa graduation en 1990, elle combine son travail comme strip-teaseuse dans un club local, The Body Shop (à ne pas confondre avec la chaîne britannique de magasins de cosmétiques) à ses études d'assistante dentaire qu'elle deviendra finalement en bonne et due forme. Elle pose comme modèle nue pendant cinq ans après cela, figure dans le magazine de photos softcore Club International et continue à faire des exhibitions de danse exotique.
Stephanie Swift et Roxanne Hall apparaissent dans le clip vidéo du groupe The Melvins "Bar X The Rocking M" en 1998.
Elle est passée en 1995 au secteur de l'industrie du film pour adultes.
Elle commence dans les films érotiques, avec deux vidéos pour Playboy ("Up Close and Dangerous" et "Star Shapes"). Puis elle joue sa première scène hardcore dans "Space Siren". Elle enchaîne alors les films et a ensuite remporté plusieurs prix, dont AVN interprète féminine de l'année en 1997.
Elle a été en contrat avec Wicked Pictures de 1997 à 2002.
En 2004, elle lance sa propre société de production appelée Swift Entertainment, dans lequel elle est réalisatrice, scénariste et productrice.
En 2006, elle a été intronisée au AVN Hall of Fame.
En août 2009, elle a annoncé qu'elle a été diagnostiqué avec une forme agressive de cancer du sein gauche et a depuis choisi d'avoir une double mastectomie réalisée à l'hôpital où travaille sa mère,. Les tests suivant la première opération ont révélé que le cancer s'était propagé à ses ganglions lymphatiques et une seconde intervention chirurgicale était prévue pour Septembre 2009. Son traitement comprend une chimiothérapie. Elle subit une nouvelle intervention chirurgicale sur ses ganglions lymphatiques le 15 mars 2010.
Dans un communiqué de presse, elle a demandé que les dons envers ses frais médicaux soient envoyés à sa mère. Une collecte de fonds appelée "Sex at the Shore" a eu lieu le 10 octobre 2009 en son nom. Le 10 mars 2010, une deuxième levée de fonds instiguée par Nica Noelle a eu lieu avec la participation de Stephanie Swift. Sa camarade et actrice Jessica Drake a participé le 11 septembre 2010 à la deuxième marche pour le cancer du sein en son nom pour aider à amasser des fonds pour la recherche sur le cancer du sein.

## Retraite
En 2011, Stephanie a publié une vidéo filmée par xxxchurch dans lequel elle décrit sa décision de quitter l'industrie du film pour adultes. Elle y décrit son enfance, comment elle a évolué en étant au service de l'Église du Christ, et subi des sévices sexuels des mains de membres de la famille. Elle travaille actuellement avec xxxchurch dans l'effort d'atteindre les stars du porno.

## Récompenses
- 1997 : FOXE Video Vixen Award[10]
- 1997 : XRCO best girl-girl scene - Miscreants[11] avec Tiffany Mynx et Jeanna Fine
- 1998 : AVN Award Performeuse de l'année (Female Performer of the Year)[12]
- 1998 : AVN Award Meilleure actrice dans une vidéo (Best Actress – Video) pour Miscreants[12]
- 1998 : FOXE Female Fan Favorite
- 1999 : AVN Award for Best Couples Sex Scene–Film – Shipwreck
- 2006 : intronisée au AVN Hall of Fame
- 2008 : intronisée au XRCO Hall of Fame
- 2009 : Legends of Erotica Award Margold Announces 2009[13]

## Filmographie sélective
- 1995 : Anal Adventures Of Max Hardcore: Hombre
- 1996 : No Man's Land 15
- 1997 : No Man's Land 18
- 1998 : Debbie Does Dallas '99
- 1999 : Farrah's All Girl Adventure 2
- 2000 : Exhibitionist 1 & 2
- 2001 : Jack And Jill
- 2002 : Devinn Lane Show 2: Less Talk More Action
- 2003 : Female Ejaculation Review
- 2004 : Pussy Foot'n 11
- 2005 : Stephanie Swift is in the Pink
- 2006 : No Man's Land Interracial Edition 9
- 2007 : Girlvana 3
- 2008 : Finger Licking Good 5
- 2009 : Girlvana 5
- 2010 : Stripper
- 2011 : Her First Lesbian Sex 22
- 2012 : Babe Buffet: All You Can Eat
- 2016 : Girls Club (II)
- 2015 : All About MILFs
- 2016 : American milf Holly Halston Strap-on Lesbian Action